# 揚斯維爾鎮區 (北卡羅萊納州富蘭克林縣)
揚斯維爾鎮區（英語：Youngsville Township）是位於美國北卡羅萊納州富蘭克林縣的一個鎮區。

## 地方資料
揚斯維爾鎮區的面積為124.06平方千米，皆為陸地。根據2020年美國人口普查的數據，當地共有人口19272人，而人口密度為每平方千米155.34人。